# Africa Stand Alone
Africa Stand Alone è un album bootleg dei Culture, pubblicato dalla April Records nel 1978.

## Tracce
Brani composti da Joseph Hill.
Lato A
1. Love Shine Brighter – 3:56
2. This Train – 4:40
3. Dog Ago Nyam Dog – 4:40
4. Tell Me Where You Get It – 4:31
5. More Vacancy – 3:26

Durata totale: 21:13
Lato B
1. Iron Sharpen Iron – 4:36
2. Garvey Rock – 4:29
3. Innocent Blood – 4:34
4. Behold the Land

Durata totale: 13:39
- Alcuni titoli riportati sull'etichetta del vinile variano leggermente (probabilmente dovuti ad errori) il brano More Vacancy è riportato More Vacency, Iron Sharpen Iron è scritto Iron Sharpenet Iron.
- La durata del brano Behold the Land non è indicata.

## Formazione
- Joseph Hill - voce solista
- Albert Walker - accompagnamento vocale, armonie vocali
- Kenneth Dayes - accompagnamento vocale, armonie vocali

Ringraziamento speciale per questi musicisti
- Merrick Dyer - chitarra
- Phillip Williams - tastiere
- Clynton Rowe - basso
- Glen Washington - batteria
- Bernard Shaw - percussioni
- George Subratie - percussioni

Note aggiuntive
- Jaime Hatcher - produttore (per la Dragon Production)
- S.C. (Seymour Cummings) - produttore (per la Dragon Production)
- Registrato e mixato al Harry J. Recording Studio di Kingston, Jamaica
- Sylvan Morris - ingegnere della registrazione[1]